# Cratere Ninki
Ninki è un cratere sulla superficie di Ganimede.